# Círculo de Kadiolo
Kadiolo es una subdivisión administrativa (cercle o círculo) de la región de Sikasso, en Malí. En abril de 2009 tenía una población censada de 243 411 habitantes y estaba formada por las siguientes comunas o municipios, que se muestran igualmente con población de abril de 2009:
- Diou 3,504
- Dioumaténé 7,863
- Fourou41,543
- Kadiolo 52,016
- Kaï 8,185
- Loulouni 41,086
- Misséni 47,673
- Nimbougou 8,423
- Zégoua 33,118[1]